# Afrikan New Style
Afrikan New Style is het debuut-studioalbum van de Frans-Congolese zanger Jessy Matador. Op het album staan onder meer zijn twee eerste singles; Décalé Gwada en Mini Kawoulé.

## Tracklist
| Nr. | Titel                                    | Duur |
| --- | ---------------------------------------- | ---- |
| 1.  | Intro                                    | 1:20 |
| 2.  | Mini Kawoulé                             | 3:10 |
| 3.  | Décalé Gwada                             | 2:55 |
| 4.  | Telephone Rose (feat. Perle Lama)        | 3:59 |
| 5.  | Afrikan Free Style (feat. Agnes D'Afrik) | 2:56 |
| 6.  | Y a qu'a Demander                        | 2:56 |
| 7.  | Ambiance Groove                          | 2:43 |
| 8.  | Attrapez Botcho                          | 3:09 |
| 9.  | So Fine                                  | 2:56 |
| 10. | Selesao                                  | 3:26 |
| 11. | Socador                                  | 3:24 |
| 12. | Zot'Ok                                   | 4:10 |
| 13. | Say What                                 | 3:23 |
| 14. | Jour d'automne                           | 3:38 |
| 15. | Mini Kawoule (Remix 2)                   | 3:09 |